# Louisa Johnson
Louisa Johnson (ur. 11 stycznia 1998 w Esseksie), znana również jako Louisa – brytyjska piosenkarka i autorka piosenek.

## Życiorys

### Dzieciństwo
Louisa Johnson urodziła się 11 stycznia 1998 roku w Esseksie jako córka pracownika budowlanego Davida Johnsona i Lisy Hawkyard. Jako dziecko dorastała w Thurrock.

### Kariera muzyczna

#### 2015:The X Factor
W 2015 roku Louisa Johnson wzięła udział w przesłuchaniach do dwunastej edycji brytyjskiej wersji programu The X Factor. W pierwszym etapie castingu zaśpiewała utwór „Who’s Lovin’ You” z repertuaru zespołu The Jackson 5. Wykonanie piosenki spodobało się jurorom, dzięki czemu piosenkarka awansowała do kolejnej rundy. Na etapie „bootcampu” zaśpiewała utwory „Proud Mary” i „Lay Me Down”, dzięki czemu dostała się do grupy „dziewczyn” i trafiła do rund w domu jurorów, a potem do odcinków na żywo. Ostatecznie doszła do finału programu, w którym zajęła pierwsze miejsce. Po wygraniu programu wydała singiel „Forever Young”, będący jej wersją piosenki Boba Dylana, którą premierowo wykonała w finale talent-show. Utwór dotarł do dziewiątego miejsca brytyjskiej listy przebojów.
30 marca 2016 roku Louisa Johnson wydała nowy utwór – „Ruin It with a Kiss”. W maju wykonała partie wokalne w piosence „Tears” zespołu Clean Bandit. Utwór dotarł do trzeciego miejsca szkockiej listy przebojów oraz do piątego miejsca w Wielkiej Brytanii. W czerwcu piosenkarka wystąpiła na festiwalu Summertime Ball. W listopadzie pojawiła się gościnnie w trzynastej edycji brytyjskiego programu X Factor, gdzie zaśpiewała premierowo swój nowy singiel – „So Good”. Kilka dni później ukazał się oficjalny teledysk do utworu.

## Dyskografia

### Single

#### Jako główna artystka
- 2015 – „Forever Young”
- 2016 – „So Good”
- 2017 – „Best Behaviour”
- 2017 – „Unpredictable” (wraz z Olly Mursem)
- 2018 – „Yes” (gościnnie: 2 Chainz)
- 2018 – „Between You & Me” (wraz z One Bit)
- 2019 – „Ain't Got You” (wraz z Steve Void)
- 2020 – „Like I Love Me”

#### Jako artystka gościnna
- 2016 – „Tears” (Clean Bandit gościnnie: Louisa Johnson) – platynowa płyta w Polsce[4]
- 2017 – „Weak (Stay Strong Mix)” (AJR gościnnie: Louisa Johnson)
- 2017 – „Bridge over Troubled Water” (jako grupa Artists for Grenfell)
- 2018 – „With a Little Help from My Friends” (jako grupa NHS Voices)
- 2018 – „999” (Mars Moniz gościnnie: Wusu, Louisa)
- 2019 – „Here We Go Again” (Sigma gościnnie: Louisa)
- 2019 – „Ain't Thinkin Bout You” (Kream, Eden Prince gościnnie: Louisa)